# Guido Grenier
Guido Grenier (floruit 1174-1176) fue el señor de Cesarea. Fue el hijo mayor de Hugo Grenier e Isabel, hija de Juan de Gothman. La fecha de su nacimiento es desconocido, aunque sus padres son registrados como marido y mujer en cinco cartas entre 1160 y 1166. Sucedió a su padre en algún momento entre mayo de 1168 y julio de 1174, cuando él y su hermano menor, Gutierre II fueron testigos de una carta del rey Amalarico I. Guido, con los otros barones del reino de Jerusalén, firmaron como testigos de una carta de su padrastro, Balduino de Ibelín, en 1176.
Guido sólo es conocido a partir de los dos cartas anteriores y no es mencionado entre los Greniers del Lignages d'Outremer. Su hermano Gutierre le sucedió antes de 1182.